# Edmund Hausen
Edmund Hausen (* 28. Februar 1897 in Ludwigshafen am Rhein; † 28. April 1963 in Kaiserslautern) war ein deutscher Kunsthistoriker.

## Leben
Edmund Hausen studierte an der Ruprecht-Karls-Universität Heidelberg, der Ludwig-Maximilians-Universität München, der Universität Wien und der Universität Frankfurt am Main Kunstgeschichte, wurde 1924 in Frankfurt am Main mit seiner Dissertation Die Zisterzienser-Kirche Otterberg zum Dr. phil. promoviert, absolvierte ein einjähriges Volontariat am Kunstgewerbemuseum in Köln und wirkte anschließend in der Zeit von 1925 bis 1953 als Konservator am Gewerbemuseum Kaiserslautern.
Er trat zum 1. Mai 1933 der NSDAP bei (Mitgliedsnummer 3.267.863) und wurde 1940 Kurator und kommissarischer Leiter des Heeresmuseums bzw. Festungsmuseums Metz.
Edmund Hausen wurde 1941 in Metz Direktor der städtischen Museen und übernahm, nachdem in Metz am 1. Juni 1941 eine Zweigstelle des Generaltreuhänders für die Sicherstellung von Kulturgütern eingerichtet worden war und die Forschungsgemeinschaft Deutsches Ahnenerbe (SS-Ahnenerbe) die Kontrolle übernommen hatte, als vor Ort ansässiger Generaltreuhänder die Überwachung sämtlicher Auktionen.
Nachdem in der Zeit von 1943 bis 1944 der Kunsthistoriker Heinz R. Uhlemann wesentliche Anteile am Museumsaufbau des Festungsmuseums übernahm, konnte im Juni 1944 in Metz noch eine Sonderausstellung eröffnet werden.
Als Kunsthistoriker lagen seine Schwerpunkte im Bereich der mittelalterlichen Architektur und der Kunstgeschichte der Pfalz.
Edmund Hausen war Verfasser einer Reihe kunsthistorischer Schriften und ging 1953 aus gesundheitlichen Gründen in den Ruhestand.

## Schriften
- Die Zisterzienser-Kirche Otterberg. Dissertation, Universität Frankfurt am Main 1924
- Die Cisterzienser-Abtei Otterberg. Von Pfälzer Kunst und Art, Lincks-Crusius, Kaiserslautern 1926
- Otterberg und die kirchliche Baukunst der Hohenstaufenzeit in der Pfalz. Pfälzische Gesellschaft zur Förderung der Wissenschaften, 1936
- mit Fritz Wiedemann: Metz. 1 farbige und 20 einfarbige Tafeln. Angelsachsen-Verlag, Bremen 1943
- Der Maler Hans Purrmann. Die Kunst unserer Zeit, 4, Rembrandt, Berlin 1950